# تشيك كينغ
تشيك كينغ (بالإنجليزية: Chick King)‏ هو لاعب كرة قاعدة أمريكي، ولد في 10 نوفمبر 1930 في باريس في الولايات المتحدة، وتوفي في 9 يوليو 2012.

## وصلات خارجية
- تشيك كينغ على موقعبيزبول رفرنس.كوم (الدوري الرئيسي) (الإنجليزية)